# Vojenské dějiny Spojených států amerických během druhé světové války

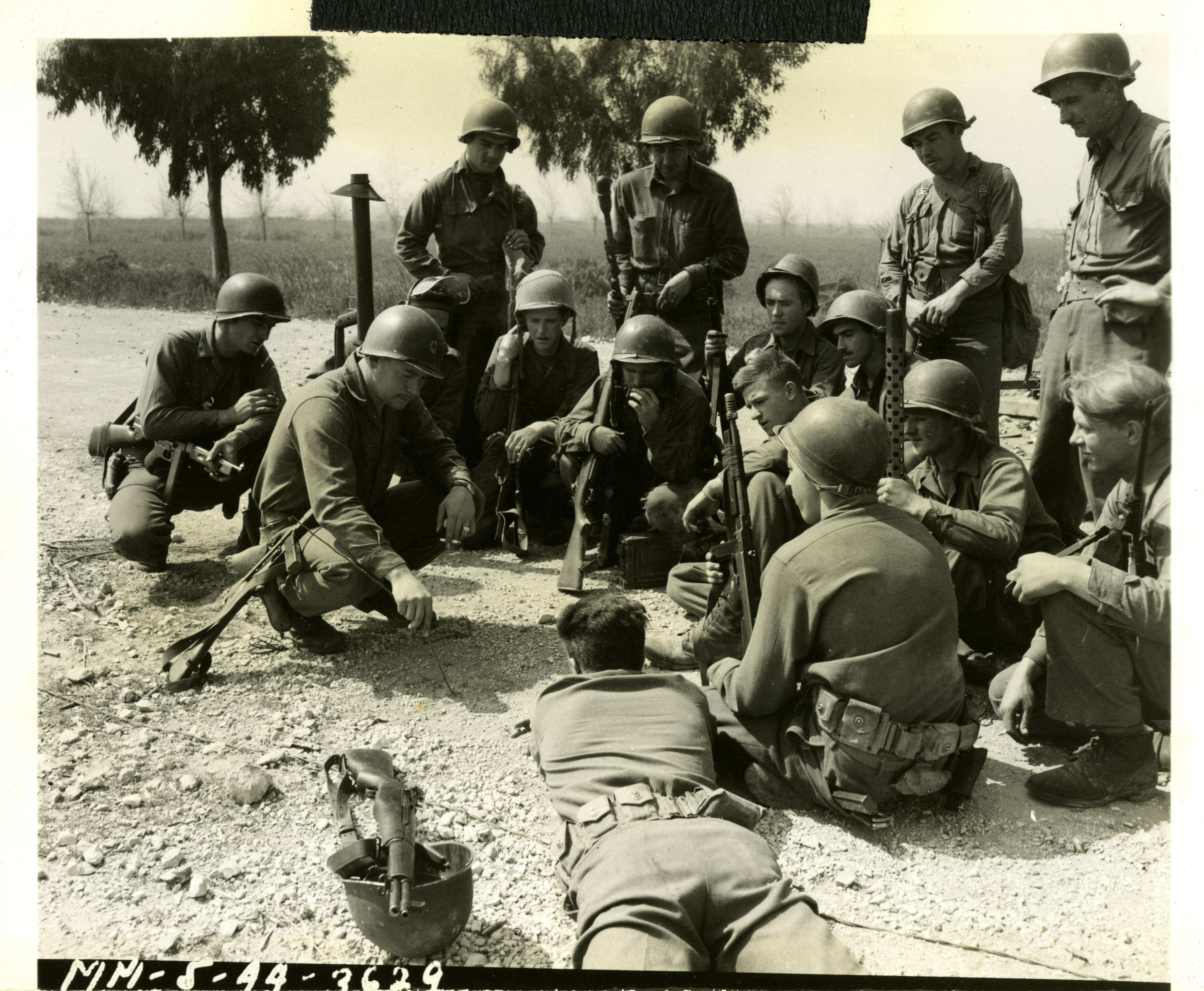
Američtí vojáci během druhé světové války

## USA během 2. světové války do útoku na Pearl Harbor

### Panamská konference (září 1939)
USA až do útoku na Pearl Harbor (7. prosince 1941) byla neutrálním státem. Na konci září 1939 se v Panamě konalo shromáždění ministrů zahraničních věcí z amerického kontinentu, jehož cílem bylo projednání situace v Evropě a vytyčení postoje Ameriky jako kontinentu k válce.
Výsledek shromáždění bylo přijetí dekretu, kterým zúčastněné země deklarovaly:
- neutralitu
- vytvoření bezpečnostního koridoru v rámci pobřeží daných zemí

- vznik dvou výborů – neutrálního a hospodářského

### Mírová cesta USA Evropou
4. listopadu 1939 byl v USA schválen zákon o neutralitě, který USA povoloval prodej zbraní a materiálu oběma stranám válečného konfliktu, v praxi ale probíhal pouze se Spojenci. V únoru 1940 byl do Evropy poslán na podtajemník prezidenta Spojených států amerických, Sumner Welles, jehož úkolem bylo zjistit, zda je vůbec možné v Evropě sjednat mír a za jakých podmínek. Jednal se všemi důležitými představiteli napříč Evropou (Hitler, Daladier, Mussolini, Chamberlain). Cílem této mise pak bylo i ukázat, že USA chce být i nadále neutrálním státem, který se snaží vyjednat mír. 20. března 1940 se vrací do USA s nepořízenou a v Evropě mezi tím Německo obsazuje Norsko.

### Havanská konference (22. červenec 1940)
Po obsazení Nizozemska a Francie (květen a červen 1940) se vláda USA a dalších zemí v Latinské Americe obávala, že jejich kolonie, aktuálně de facto bez vlády, obsadí německé jednotky. Řešením tohoto problému mohla být buď další schůzka vlád zemí amerického kontinentu, nebo jednostranné zabrání (okupace) kolonií Nizozemska a Francie Spojenými státy. Roosevelt, tehdejší prezident USA, se nakonec rozhodl o politické řešení problému, tedy svoláním schůzky. Původním termínem měl být říjen 1940, ale vlivem událostí v Evropě byla nakonec tato schůzka přesunuta již na červenec a místem setkání bylo již v Panamě (při konání předešlé schůze) určena kubánská Havana.
Cílem USA na této schůzce bylo vytvoření obranného svazku všech zúčastněných zemí a požádání o povolení vybudování námořních a leteckých základen na území konkrétních zemí, čímž by si upevnili svou pozici. 22. července předložila na této konferenci vláda USA rezoluci, která by povolovala kolektivní okupaci těch kolonií, u kterých hrozila změna vlastníka. S touto rezolucí neměla většina zemí až na malé výhrady žádný problém, až na Argentinu, která chtěla jen vyjádřit kolektivní nesouhlas se změnou vlastníka dané kolonie. Argentina s návrhem souhlasila až poté, co s ním souhlasila většina zúčastněných zemí včetně Mexika a Brazílie. Argentina si však vymínila několik výhrad vůči rezoluci.
Jako druhý problém byl na konferenci probírána otázka obrany zemí. Nakonec bylo schváleno, že útok na jednu ze zúčastněných zemí bude útokem na všechny. V takovém případě by se však pouze sešli ke konzultacím. Zbývalo tak projednat jen povolení k vybudování základen na území daných zemí. Toto se však nepodařilo USA vyjednat, úspěch přišel až po půl roce v prvním polovině roku 1941.

### Další vyjednávání USA
Taktéž se nepodařilo vyjednat hospodářský kartel mezi jednotlivými zeměmi a tato problematika musela být nakonec vyřešena pomocí dvoustranných jednání. Většina zemí, opět až na Argentinu, si s USA vyjednali výhodné úvěry, avšak za podmínky povolení vybudování vojenských základen na území daného státu. Většina států nedostala pouze finanční injekce, ale i vojenský materiál a podobně.
Jako první se s USA domluvilo Mexiko, které podepsalo 14. března 1941 dané smlouvy. Mexiko vzápětí zkonfiskovalo německý a italský majetek a od 10. června zakázalo vývoz surovin do neamerických zemí. Jako další země podepsalo smlouvy s USA Brazílie a stalo se tak až v říjnu 1941. V tomto případě však byla podepsána pouze ekonomická spolupráce, ne vojenská.

### Jednání s Velkou Británií
S postupujícím časem se začal přiklánět i Kongres USA čím dál více k vojenským přípravám na válku a souhlasil s posílením letectva a námořnictva. V dubnu 1941 převzalo americké námořnictvo kontrolu nad severním Atlantikem, kvůli ochraně konvojů mezi Velkou Británií a USA. 14. srpna podepsalo USA a Velká Británie Atlantickou chartu, která se později stala základem pro Chartu OSN.

#### Okupace Islandu
V rámci jednání s Velkou Británií nabídly Spojené státy svou účast při britské okupaci Islandu (za účelem ochrany před Třetí říší), s tím že by Velká Británie mohla své jednotky použít jinde a užitečněji. Nabídku od USA dostala Velká Británie 16. června 1941 s tím, že vlády Velké Británie i Islandu s tímto návrhem souhlasily k 7. červenci.
Vlastní invazi pak ve stejný den zahájila jednotka "Task Force 19" (skládala se 25 válečných lodí, 1 vojenské brigády – "1st Provisional Marine Brigade") pod vedením generála Johna Marstona v Reykjavíku. Vlastní dokončení vylodění včetně všech navazujících prací bylo dokončeno k 12. červenci 1941. Na začátku srpna pak byla vytvořena letecká základna.
USA poslaly na okupaci Islandu celkem 40 000 vojáků a dalších armádních zaměstnanců (tehdy měl Island asi jen 120 000 obyvatel) a ačkoli smlouva byla platná do konce války, USA ponechaly své vojáky na Islandu až do roku 2006.

### Vztah USA k Japonsku
Japonsko po první světové válce stupňovalo svou agresi vůči Číně, což vyvrcholilo japonským záborem Mandžuska v roce 1931 a především incidentem na mostě Marca Pola v roce 1937, čímž propukla 8 let trvající druhá válka mezi Čínou a Japonskem. USA se vždy postavily za Čínu a po incidentu na mostě Marca Pola odmítli prodloužit hospodářskou dohodu s Japonskem a do Japonska tak bylo zakázáno prodávat letecký benzín. USA dále Japonsko informovalo, že v případě dalších problémů rozšíří embargo o další důležité suroviny.
Američané v roce 1940 úspěšně rozluštili japonské šifrování tajných zpráv a USA tak byly schopné číst jejich depeše. Prezident Roosevelt tak prakticky každý den tyto depeše četl a na jejich základě pak na začátku roku 1941 rozhodl, že japonské embargo rozšíří o další důležité suroviny, jako např. bronz, zinek nebo měď. Japonci mezitím dostali v březnu 1941 přímo od Hitlera ujištění, že v případě jejich války s USA vyhlásí Německo Spojeným státům co nejdříve válku. 13. dubna pak Japonci uzavřeli neutrální pakt se Sovětským svazem.
USA 25. července 1941 zablokovaly všechny japonské účty v USA a uzavřely i všechny zbývají obchody s Japonskem. Japonsko předalo USA dne 10. listopadu 1941 nabídku uzavření japonského míru s Čínou výměnou za ukončení embarga a uznání územních požadavků v Mandžusku a v Mongolsku. Japonsko s kladnou odpovědí ani nepočítalo, a proto tentýž den byl vydán admirálem Čúiči Nagumem první operační rozkaz na přípravu útoku na USA. 26. listopadu 1941 v 6:00 opustila útočná flotila Japonského císařství zátoku a zamířila směrem k Pearl Harboru.
Definitivní potvrzení útoku dostaly japonské jednotky (resp. jejich vedení) 2. prosince formou tajné zprávy o vstupu Japonského císařství do válečného stavu s USA, Velkou Británií a Nizozemskem. Pearl Harbor byl napaden Japonskem v neděli, 7. prosince 1941 ráno a USA, den na to, 8. prosince vstupují oficiálně do 2. světové války.